# Storknäva
Storknäva (Erodium ciconium) är en näveväxtart som först beskrevs av Carl von Linné, och fick sitt nu gällande namn av L'hér. och William Aiton. Enligt Catalogue of Life ingår Storknäva i släktet skatnävor och familjen näveväxter, men enligt Dyntaxa är tillhörigheten istället släktet skatnävor och familjen näveväxter. Arten har ej påträffats i Sverige.

## Underarter
Arten delas in i följande underarter:
- E. c. ciconium
- E. c. sennenii